# Journal officiel de la République du Niger
Der Journal officiel de la République du Niger (kurz: Journal officiel) ist das Amtsblatt der Republik Niger.
Das Amtsblatt trug von 1934 bis 1958, während der französischen Kolonialzeit, die Bezeichnungen Journal officiel du Territoire du Niger und Journal officiel de la Colonie du Niger und wird seit 1959 unter seinem heutigen Namen herausgegeben. Es erscheint am ersten und am 15. jedes Monats in Niamey.
Laut der Verfassung Nigers müssen folgende Texte im Journal officiel de la République du Niger veröffentlicht werden:
- die Sitzungsprotokolle der Nationalversammlung,
- die Urteile des Verfassungsgerichtshofs zur Verfassungswidrigkeit von Gesetzen,
- die Ehrenerklärung zu seinem Vermögen, die der Staatspräsident jährlich vor dem Präsidenten des Verfassungsgerichtshofs leisten muss,
- die Ehrenerklärungen zu ihren Vermögen, die der Premierminister und die übrigen Minister jährlich vor dem Präsidenten des Rechnungshofs leisten müssen,
- die Verträge zur Erkundung und Ausbeutung der natürlichen Ressourcen und Bodenschätze sowie, nach Unternehmen aufgeschlüsselt, die daraus an den Staat fließenden Einkünfte.[3]